# Montord
 Montord  là một xã ở tỉnh Allier thuộc miền trung nước Pháp.